# 佐藤育男
佐藤 育男（さとう いくお、1949年2月2日 - ）は、日本の経営者。日本製鋼所社長、会長を務めた。北海道出身。

## 経歴・人物
1972年に北海道大学工学部を卒業し、同年に日本製鋼所に入社した。2005年に取締役に就任し、2008年に常務を経て、2009年6月に社長に就任。2017年4月に取締役を経て、同年6月には相談役に退いた。